# Blank Banshee
Blank Banshee, pseudonimo di Patrick Driscoll (Saint John, 28 giugno 1986), è un musicista canadese considerato il pioniere del genere vaportrap.

## Biografia
Nato a Saint John, nel New Brunswick, Patrick Driscoll ha collaborato assieme a Curtis Ferguson nei Shinjuku Mad e nei Blank Banshees prima di trasferirsi a Vancouver e avviare la carriera solista come Blank Banshee agli inizi degli anni 2010. L'album di debutto del 2012 Blank Banshee 0 ha popolarizzato il sottogenere vaportrap e contiene il brano Teen Pregnancy, diventato famoso grazie al fenomeno di Internet Simpsonwave. Nel 2013 l'artista ha pubblicato Blank Banshee 1, acclamato dalla rivista The Fader. Ad esso è seguito, nel 2016, Mega, promosso con una tournée nel Nord America e in Europa, Gaia del 2020 e 4D del 2023.

## Discografia parziale

### Album
- 2012 – Blank Banshee 0
- 2013 – Blank Banshee 1
- 2016 – Mega
- 2020 – Gaia
- 2023 – 4D

### Extended play
- 2019 – Metamorphosis
- 2022 – Music for Menus